# Yorkshire Archaeological Journal
Yorkshire Archaeological Journal – brytyjskie czasopismo poświęcone archeologii. Wydawane jest przez Yorkshire Archaeological Society od 1869.